# NGC 273
NGC 273 (ook wel PGC 2959 of MCG -1-3-19) is een lensvormig sterrenstelsel in het sterrenbeeld Walvis. NGC 273 staat op ongeveer 194 miljoen lichtjaar van de Aarde.
NGC 273 werd op 10 september  1785 ontdekt door de Duits-Britse astronoom William Herschel.